# Manuel Orantes
Manuel Orantes Corral, detto Manolo (Granada, 6 febbraio 1949), è un ex tennista spagnolo.

## Biografia
Nato in una famiglia umile, passò la sua infanzia nella città catalana di L'Hospitalet de Llobregat, dove si avvicinò al tennis fungendo da raccattapalle nel locale circolo del tennis.

## Carriera
La sua carriera sportiva conobbe i primi importanti risultati nel 1966, quando vinse i tornei juniores di Wimbledon e dell'Orange Bowl, e la sua fama in Spagna crebbe a partire dal 1968, dopo che sconfisse l'allora Numero uno del tennis spagnolo Manolo Santana nella finale del torneo di Madrid.
La prima vittoria in un torneo dell'ATP venne nel 1969, quando vinse il torneo di Barcellona, battendo ancora Manolo Santana.
Giocatore mancino, competitivo soprattutto sulla terra battuta, nella sua carriera Manuel Orantes ha vinto 33 tornei ATP in singolare e 22 in doppio, giungendo inoltre in finale altre 35 volte in singolare e 20 in doppio.
La sua unica vittoria in un torneo del Grande Slam fu quella degli US Open 1975, quando batté in finale Jimmy Connors per 6-4, 6-3, 6-3; nel Grande Slam giunse inoltre una volta in finale nel singolare agli Open di Francia 1974, quando venne sconfitto da Björn Borg per 2–6, 6–7, 6–0, 6–1, 6–1, ed una nel doppio maschile agli Open di Francia 1978, quando, in coppia con José Higueras, venne sconfitto da Gene Mayer e Hank Pfister per 6–3, 6–2, 6–2.
Fu membro del team spagnolo che vinse la World Team Cup nel 1978 insieme a José Higueras.
Lunga fu anche la carriera di Manuel Orantes in Coppa Davis, nella quale disputò per la Spagna 87 incontri, vincendone 60 e perdendone 27, tra il 1967 ed il 1980.
Nella classifica ATP del singolare raggiunse il 2º posto il 23 agosto 1973 ed è rimasto per dieci anni consecutivi nella top-10 mondiale.
È stato introdotto nell'International Tennis Hall of Fame nel 2012.